# U23-Weltmeisterschaften im Rudern 2021
Die U23-Weltmeisterschaften im Rudern 2021 fanden vom 7. bis 11. Juli 2021 im Sportzentrum Labe aréna Račice in Račice u Štětí in Tschechien statt. Das Sportzentrum Labe aréna Račice ist seit vielen Jahren unter dem Namen Ruderkanal Račice bekannt.
Nachdem die Fisa 2020 die U23-Weltmeisterschaften aufgrund der COVID-19-Pandemie absagen musste, gab sie am 23. April 2021 bekannt, dass sie 2021 durchgeführt werden kann. Ein zwischen dem Weltruderverband und der Weltgesundheitsorganisation abgestimmtes Konzept zur Durchführung von Regatten kann in Absprache mit dem Organisationskomitee, der Stadt und dem Gesundheitsministerium erfolgreich umgesetzt werden.
Die Organisatoren sind sehr erfahren in der Durchführung von internationalen Ruder- und Kanuregatten. Auf dem im Jahr 1986 künstlich angelegten Ruderkanal wurden 2009 schon einmal die U23-Weltmeisterschaften durchgeführt. Außerdem fanden hier unter anderem die Ruder-Weltmeisterschaften 1993 und die Ruder-Europameisterschaften 2017 statt. Zuletzt wurden die Junioren-Weltmeisterschaften 2018 hier ausgetragen, die nach den Junioren-Weltmeisterschaften 1986 und den Junioren-Weltmeisterschaften 2010 schon zum dritten Mal in Račice u Štětí stattgefunden haben. Die U23-Weltmeisterschaften 2021 sind die Testregatta für die Ruder-Weltmeisterschaften 2022.
Bei den Meisterschaften wurden 22 Wettbewerbe ausgetragen, davon jeweils elf für Männer und Frauen.
Teilnahmeberechtigt war eine Mannschaft je Wettbewerbsklasse aus allen Mitgliedsverbänden des Weltruderverbandes. Eine Qualifikationsregatta existierte nicht.
Am 30. Juni 2021 gab die FISA bekannt, dass knapp 800 Sportlerinnen und Sportler aus 55 Ländern in Račice an den Start gehen werden.

## Ergebnisse
Hier werden die Medaillengewinner aus den A-Finals aufgelistet. Diese werden mit sechs Booten besetzt, die sich über Vor- und Hoffnungsläufe sowie Viertel- und Halbfinals für das Finale qualifizieren müssen. Die Streckenlänge beträgt in allen Läufen 2000 Meter.

### Männer
| Bootsklasse                                   | Gold | Gold    | Silber | Silber  | Bronze | Bronze  |
| --------------------------------------------- | --- | ------- | --- | ------- | --- | ------- |
| Einer (BM1x)                                  | Bulgarien Emil Nejkow | 6:56,72 | Polen Piotr Płomiński | 6:58,47 | Dänemark Bastian Secher | 7:00,80 |
| Leichtgewichts-Einer (BLM1x)                  | Griechenland Antonios Papakonstantinou | 6:57,63 | Italien Niels Torre | 6:59,96 | Bulgarien Lazar Penev | 7:10,74 |
| Doppelzweier (BM2x)                           | Griechenland Christos Stergiakas Athanasios Palaiopanos | 6:23,49 | Deutschland Aaron Erfanian Moritz Wolff | 6:25,62 | Schweiz Kai Schätzle Tim Roth | 6:29,12 |
| Leichtgewichts-Doppelzweier (BLM2x)           | Deutschland Fabio Kress Melvin Müller-Ruchholtz | 6:21,29 | Frankreich Ferdinand Ludwig Victor Marcelot | 6:22,28 | Belgien Marlon Colpaert Tibo Vyvey | 6:24,85 |
| Doppelvierer (BM4x)                           | Tschechien Daniel Nosek Tomáš Šišma Dalibor Neděla Filip Zima | 5:47,49 | Italien Nicolò Carucci Leonardo Tedoldi Matteo Sartori Pietro Cangialosi                                                                                         | 5:48,55 | Niederlande Guus Mollee Olav Molenaar Noud Scholten Gert-Jan van Doorn                                                                                      | 5:49,06 |
| Leichtgewichts-Doppelvierer (BLM4x)           | Deutschland Finn Wolter Paul Leerkamp Aaron Wenk Julian Bothe | 5:56,23 | Frankreich Pierrick Verger Cornelus Palsma Baptiste Savaete Corentin Amet                                                                                        | 5:57,68 | Italien Matteo Tonelli Giulio Acernese Alessandro Benzoni Giovanni Borgonovo                                                                                | 5:59,12 |
| Zweier ohne Steuermann (BM2-)                 | Vereinigtes Königreich Calvin Tarczy Douwe de Graaf | 6:30,73 | Litauen Dovydas Stankūnas Domantas Stankūnas | 6:33,46 | Türkei Kaan Yilmaz Aydin Aydin İnanç Şahin | 6:37,56 |
| Leichtgewichts-Zweier ohne Steuermann (BLM2-) | Chile Manuel Fernandez Antri Roberto Liewald | 6:47,58 | Italien Simone Fasoli Simone Mantegazza | 6:49,98 | Usbekistan Shakhzod Nurmatov Evgeniy Agafonov | 6:52,46 |
| Vierer ohne Steuermann (BM4-)                 | Kanada Liam Keane Adam Krol Peter Lancashire John Walkey | 5:56,68 | Irland Jack Dorney Alex Byrne Ross Corrigan John Kearney | 5:58,66 | Vereinigtes Königreich Callum Sullivan Matthew Rowe Henry Blois-Brooke Iwan Hadfield                                                                        | 6:02,01 |
| Vierer mit Steuermann (BM4+)                  | Italien Davide Verità Aniello Sabbatino Andrea Carando Nunzio Di Colandrea Filippo Wiesenfeld (Stm.)                                                                  | 6:06,40 | Irland Fionn O’Reilly Adam Murphy Ryan Spelman Andrew Sheehan Leah O’Regan (Stf.)                                                                                | 6:12,84 | Vereinigte Staaten Liam Galloway William Geib Christian Tabash Erik Spinka James Catalano (Stm.)                                                            | 6:14,69 |
| Achter (BM8+)                                 | Vereinigtes Königreich Noah Norman Miles Beeson Simon Nunayon Tobias Schröder Felix Drinkall Callum Sullivan Joshua Bowesman-Jones Michael Dalton Scott Cockle (Stm.) | 5:34,34 | Vereinigte Staaten William Bender Nicholas Rusher Jacob Hudgins Kenneth Coplan Peter Chatain Griffin Dunne Rhett Burns Augustine Rodriguez Sydney Edwards (Stf.) | 5:34,55 | Deutschland Mark Hinrichs Henry Hopmann Benedict Eggeling Floyd Benedikter Tassilo von Müller Mattes Schönherr Julian Garth Jasper Angl Till Martini (Stm.) | 5:35,58 |

### Frauen
| Bootsklasse                                   | Gold | Gold    | Silber | Silber  | Bronze | Bronze                                                         |
| --------------------------------------------- | --- | ------- | --- | ------- | --- | -------------------------------------------------------------- |
| Einer (BW1x)                                  | Deutschland Alexandra Föster | 7:35,24 | Schweiz Aurelia-Maxima Janzen | 7:39,47 | Südafrika Katherine Williams | 7:42,98                                                        |
| Leichtgewichts-Einer (BLW1x)                  | Italien Silvia Crosio | 7:49,92 | Griechenland Evangelia Anastasiadou | 7:55,42 | Russland Aleksandra Fomina | 7:56,51                                                        |
| Doppelzweier (BW2x)                           | Niederlande Lisa Bruijnincx Jacobien van Westreenen | 7:15,61 | Deutschland Cora Loch Judith Guhse | 7:16,38 | Griechenland Angeliki Arabatzi Evangelia Fragkou | 7:16,51                                                        |
| Leichtgewichts-Doppelzweier (BLW2x)           | Türkei Mervenur Uslu Elis Özbay | 7:14,44 | Italien Bianca Saffirio Greta Parravicini | 7:16,98 | Polen Zuzanna Jasińska Wiktoria Kalinowska | 7:18,19                                                        |
| Doppelvierer (BW4x)                           | Schweiz Salome Ulrich Nina Wettstein Lisa Lötscher Célia Dupré | 6:30,87 | Deutschland Marie-Sophie Zeidler Luise Bachmann Tabea Kuhnert Sarah Wibberenz                                                                                   | 6:34,48 | Italien Sara Borghi Lucrezia Baudino Gaia Colasante Vittoria Tonoli                                                                                       | 6:35,65                                                        |
| Leichtgewichts-Doppelvierer (BLW4x)           | Italien Greta Martinelli Ilaria Corazza Elena Sali Arianna Passini | 6:44,31 | Deutschland Eva Hohoff Romy Dreher Natalie Weber Antonia Würich                                                                                                 | 6:53,76 | nur drei Boote am Start, es wurden nur zwei Medaillen vergeben                                                                                            | nur drei Boote am Start, es wurden nur zwei Medaillen vergeben |
| Zweier ohne Steuerfrau (BW2-)                 | Kroatien Ivana Jurković Josipa Jurković | 7:17,20 | Vereinigte Staaten Caitlin Esse Lucy Koven | 7:19,79 | Deutschland Lena Sarassa Hannah Reif | 7:22,39                                                        |
| Leichtgewichts-Zweier ohne Steuerfrau (BLW2-) | Italien Maria Zerboni Samantha Premerl | 7:31,65 | Deutschland Antonia Michaels Cecilia Sommerfeld | 7:38,01 | Vereinigte Staaten Bonnie Pushner Lindsey Rust | 7:41,94                                                        |
| Vierer ohne Steuerfrau (BW4-)                 | Vereinigtes Königreich Amelia Standing Holly Dunford Lettice Cabot Daisy Bellamy                                                                                       | 6:35,66 | Vereinigte Staaten Kelsey McGinley Teal Cohen Alexandria Vallancey-Martinson Francesca Raggi                                                                    | 6:37,52 | Rumänien Alice-Elena Turcanu Alina-Maria Baleţchi Andreea Popa Dumitrita Juncanariu                                                                       | 6:40,76                                                        |
| Vierer mit Steuerfrau (BW4+)                  | Rumänien Adriana Surupaceanu Mădălina Ioana Moroșan Lorena Constantin Iuliana Timoc Victoria-Stefania Petreanu (Stf.)                                                  | 7:12,79 | Deutschland Tori Schwerin Maike Böttcher Magdalena Rabl Anna Händle Annalena Fisch (Stf.)                                                                       | 7:14,63 | Italien Veronica Bumbaca Khadija Alajdi El Idrissi Laura Meriano Clara Massaria Camilla Infante (Stf.)                                                    | 7:15,39                                                        |
| Achter (BW8+)                                 | Vereinigte Staaten McKenna Bryant Sophia Hahn Anna Jensen Sierra Bishop Kelsey McGinley Teal Cohen Alexandria Vallancey-Martinson Francesca Raggi Isabel Aronin (Stf.) | 6:16,69 | Niederlande Viënna van Niersen Susanna Temming Willemijn Mulder Vera Sneijders Jessy Vermeer Iris Klok Isabel van Opzeeland Femke Paulis Lotte Wolfenter (Stf.) | 6:20,43 | Deutschland Katharina Bauer Paula Hartmann Alissa Buhrmann Anna Kracklauer Stina Röbbecke Lisa Holbrook Annika Weber Katja Fuhrmann Neele Erdtmann (Stf.) | 6:26,45                                                        |

## Medaillenspiegel
| Platz      | Land                   | Gold | Silber | Bronze | Gesamt |
| ---------- | ---------------------- | ---- | ------ | ------ | ------ |
| 1          | Italien                | 4    | 4      | 3      | 11     |
| 2          | Deutschland            | 3    | 6      | 3      | 12     |
| 3          | Vereinigtes Königreich | 3    |        | 1      | 4      |
| 4          | Griechenland           | 2    | 1      | 1      | 4      |
| 5          | Vereinigte Staaten     | 1    | 3      | 2      | 6      |
| 6          | Niederlande            | 1    | 1      | 1      | 3      |
| 6          | Schweiz                | 1    | 1      | 1      | 3      |
| 8          | Bulgarien              | 1    |        | 1      | 2      |
| 8          | Rumänien               | 1    |        | 1      | 2      |
| 8          | Türkei                 | 1    |        | 1      | 2      |
| 11         | Chile                  | 1    |        |        | 1      |
| Kanada     | 1                      |      |        | 1      |        |
| Kroatien   | 1                      |      |        | 1      |        |
| Tschechien | 1                      |      |        | 1      |        |
| 15         | Frankreich             |      | 2      |        | 2      |
| 15         | Irland                 |      | 2      |        | 2      |
| 17         | Polen                  |      | 1      | 1      | 2      |
| 18         | Litauen                |      | 1      |        | 1      |
| 19         | Belgien                |      |        | 1      | 1      |
| 19         | Dänemark               |      |        | 1      | 1      |
| 19         | Russland               |      |        | 1      | 1      |
| 19         | Südafrika              |      |        | 1      | 1      |
| 19         | Usbekistan             |      |        | 1      | 1      |
| Summe      | Summe                  | 22   | 22     | 21     | 65     |